# Sterculia cognata
Sterculia cognata är en malvaväxtart som beskrevs av David Prain. Sterculia cognata ingår i släktet Sterculia och familjen malvaväxter. Inga underarter finns listade i Catalogue of Life.